# Olli Lehto
Olli Lehto   (Hèlsinki, 30 de maig de 1925 - Hèlsinki, 31 de desembre de 2020)) va ser un matemàtic finlandès, especialitzat en teoria de funcions geomètriques i rector de la Universitat de Hèlsinki.
De 1983 a 1990 va ser secretari de la Unió Matemàtica Internacional. El 1962 es va convertir en membre de l'Acadèmia de Ciències i Lletres de Finlandia (Suomalainen Tiedeakatemia). El 1968 va ser elegit membre de la Societat Finlandesa de Ciències i Lletres i el 1988 va esdevenir membre d'honor de la mateixa societat. Va ser membre de l'Acadèmia Noruega de Ciències i Lletres des de 1986. El 1975 el president de Finlàndia li va donar el títol honorífic d'"Acadèmic de la Ciència" (Tieteen akateemikko). Lehto va ser l'organitzador en cap del Congrés Internacional de Matemàtics de 1978 a Hèlsinki i un ponent convidat al Congrés Internacional de Matemàtics de 1966 a Moscou amb la conferència Quasiconformal mappings in the plane. Va ser escollit membre de la American Mathematical Society.

## Obres seleccionades
- Univalent functions and Teichmüller Spaces. Springer, Graduate Texts in Mathematics, 1987.[6]
- With Kaarlo Virtanen: Quasikonforme Abbildungen. Springer 1965, Grundlehren der Mathematischen Wissenschaften, 2nd edition: Quasiconformal mappings in the plane. Springer 1973.
- Lehto, Olli. Korkeat maailmat: Rolf Nevanlinnan elämä (en finlandès).  Otava, 2001. OCLC 58345155.
- Lehto, Olli. Erhabene Welten: Das Leben Rolf Nevanlinnas.  Springer-Verlag, 2008. ISBN 9783764377021.[7]
- Tieteen aatelia: Lorenz Lindelöf ja Ernst Lindelöf. Otava, Helsinki 2008 (Finnish).
- Mathematics without borders: a history of the International Mathematical Union.  Verlag-Springer, 1998. ISBN 978-0-387-98358-5.[8]
- Lars Ahlfors: At the Summit of Mathematics.  American Mathematical Society, 2015. ISBN 978-1-4704-1846-5.[9][10]